# Nisramont
Nisramont (en wallon Nisraumont) est un village belge de la commune de La Roche-en-Ardenne en province de Luxembourg et Région wallonne.
Avant la fusion des communes de 1977, c'était un important hameau de la section d'Ortho.
Il se situe un kilomètre à l'ouest du segment de l'Ourthe se trouvant entre le barrage et le point de confluence des deux Ourthes.

## Curiosités
La chapelle Saint-Hubert date de 1894.
Le lac de Nisramont, à deux kilomètres du village, fut créé par un barrage construit sur l’Ourthe en 1958, immédiatement en aval de la confluence entre l'Ourthe occidentale et l'Ourthe orientale. Tout en alimentant en eau les localités du plateau ardennais, le lac est devenu une attraction touristique importante de la région des deux Ourthes : pêche, canotage ou promenades.
Le « Hêtre de la croix Saint-Martin » est un hêtre remarquable pour son âge et le diamètre de son tronc.

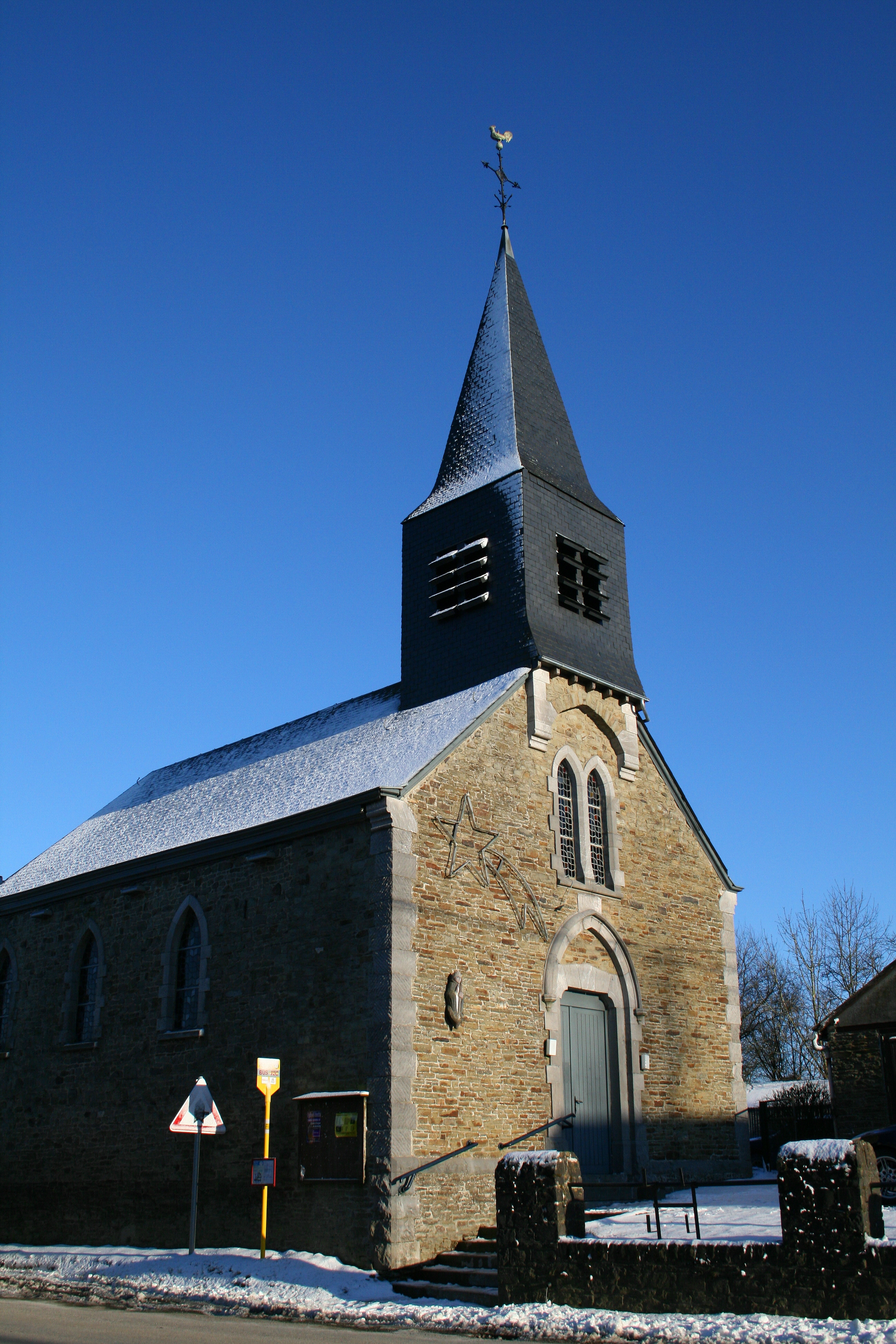
La chapelle Saint-Hubert
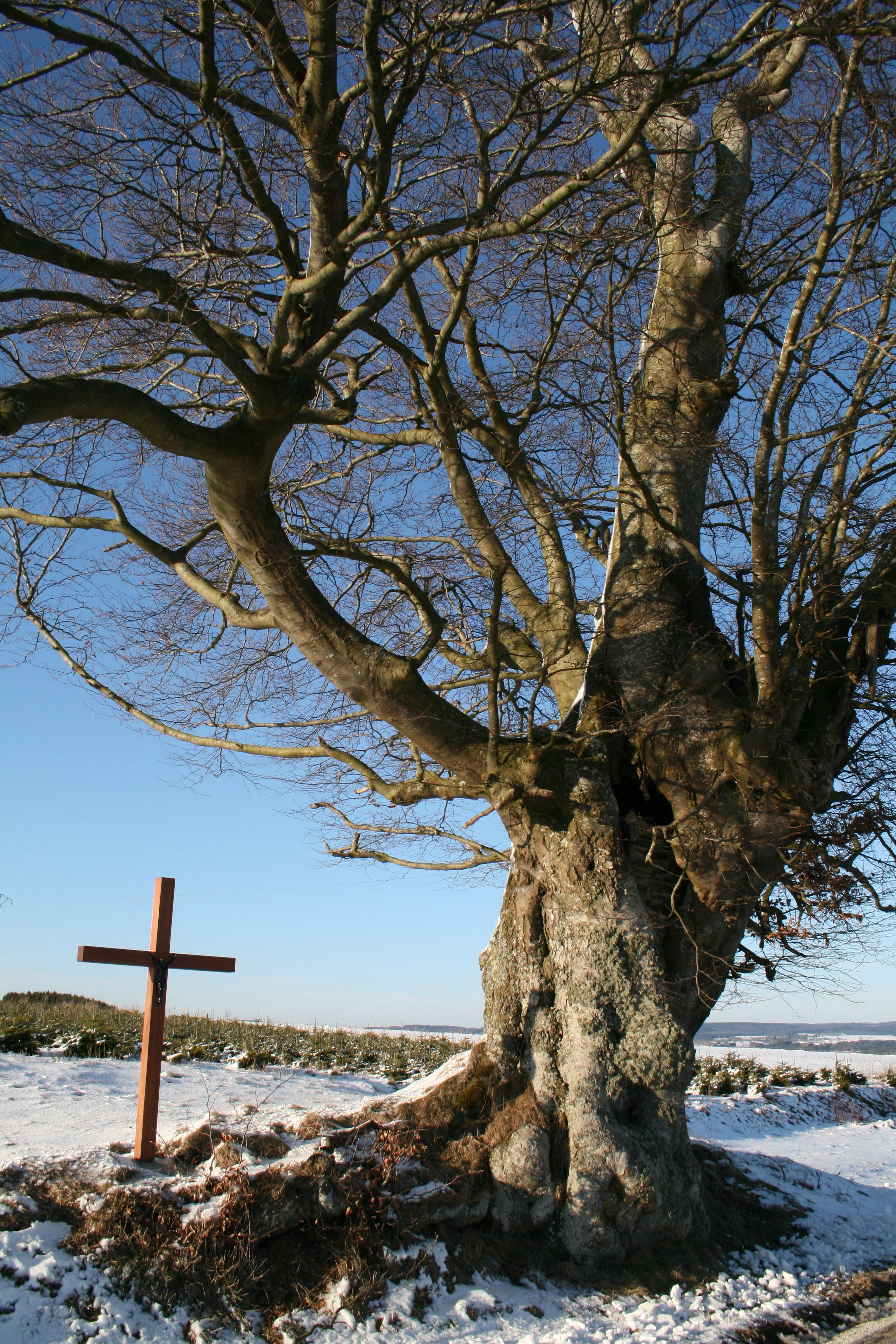
Le hêtre de la croix Saint-Martin